# Conséquences de la catastrophe de Tchernobyl en France
Pour un article plus général, voir Conséquences sanitaires de la catastrophe de Tchernobyl.
Les conséquences de la catastrophe de Tchernobyl en France sont un sujet de débat depuis la catastrophe, en 1986. En effet, officiellement, il n'y aurait pas eu de conséquence négative pour la santé en France, ce qui est contesté par certaines associations souvent proches de mouvances antinucléaires, lesquelles réclament une plus grande transparence des pouvoirs publics sur le sujet.

## Passage du panache radioactif sur la France

### L’annonce de la catastrophe
Le 28 avril 1986, vers 13 h, les Suédois informent directement le Service central de protection contre les rayonnements ionisants (SCPRI), dépendant du ministère de la Santé (mais aussi du Centre de référence européen pour la mesure des faibles radioactivités), de la contamination de leur atmosphère qu’ils imputent à un accident nucléaire soviétique. Dans la soirée, le Kremlin reconnaît la survenue d’un accident dans un réacteur de type RBMK de la centrale de Tchernobyl, sans en préciser la date, l’importance ni les causes. Le soir même, le professeur Pierre Pellerin, directeur du SCPRI, fait équiper des avions d’Air France, se dirigeant vers le nord et l’est de l’Europe, de filtres permettant, à leur retour, d’analyser et de faire connaître la composition de cette contamination. Invité du 13 heures d’Antenne 2, le lendemain 29 avril, Pierre Pellerin fait état de ses contacts avec les experts suédois, dénonce à l’avance le catastrophisme des médias et tient des propos rassurants : « même pour les Scandinaves, la santé n’est pas menacée. » Le soir même, son adjoint, le professeur Chanteur, répond à une question du présentateur : « on pourra certainement détecter dans quelques jours le passage des particules mais, du point de vue de la santé publique, il n’y a aucun risque ». En France, les prévisions météorologiques sont favorables, et une présentatrice de la météo, Brigitte Simonetta, annonce au journal télévisé de 20 heures sur Antenne 2, le 30 au soir, que l’anticyclone des Açores devrait retarder l’arrivée éventuelle du panache radioactif.
C’est le terme impropre de « nuage » qui est bientôt popularisé en France, au lieu du terme de « panache ». Le panache, ensemble des émissions radioactives rejetées pendant les journées qui ont suivi l’accident, mélangées à l’air chaud de l’incendie du réacteur ne contient que très peu de vapeur d’eau. Il se dilue dans l’atmosphère, sa radioactivité diminuant selon les demi-vies des radioéléments relâchés. Les dépôts par temps sec sont fonction de la masse des particules ou des aérosols et du relief. Mais les vrais nuages jouent un rôle important car s’ils crèvent au-dessus du panache, leurs gouttes d’eau entraînent plus abondamment les particules radioactives. La conjonction des deux, très difficilement prévisible, crée des dépôts humides géographiquement très hétérogènes, en taches de léopard.

### L’arrivée du panache
Mais les prévisions météorologiques sont fausses et une des branches du panache a été détectée dans l’après-midi du 30 avril par le Laboratoire d’écologie marine de Monaco, avant de l’être dans l’ensemble du Midi de la France. Pendant la nuit, tandis que cette branche remonte en direction du nord du pays, suivie d’une station météo à l’autre[réf. nécessaire], une autre branche venant plus directement de l’est, aborde aussi le territoire à une altitude différente. Monaco puis le SCPRI (par télex envoyé à minuit) en informent l’agence France-Presse. La nouvelle est reprise le lendemain 1er mai par les médias en activité : Noël Mamère, au journal télévisé de 13 heures, reprend les termes du télex du professeur Pellerin : « Ce matin, le SCPRI a annoncé une légère hausse de la radioactivité de l’air, non significative pour la santé publique, dans le Sud-Est de la France et plus spécialement au-dessus de Monaco. » La presse nationale du lendemain 2 mai en fera ses gros titres, Le Figaro : « La France touchée à son tour », France-Soir : « Des nuages radioactifs au-dessus de la France », etc.
« La détection des aérosols radioactifs ayant survolé le territoire après l’accident a été rapide. Les mesures des activités p-total (mesure de l’activité de tous les radionucléides émetteurs bêta) dans l’air de l’environnement des centres du Commissariat à l’énergie atomique (CEA) ont été effectuées dans les 24 heures qui ont suivi leur détection (entre le 29 et 30 avril). Dès le 1er mai, on avait ainsi connaissance d’une élévation anormale de l’activité de l’air les 29 et 30 avril. »

### La communication
Aucun texte officiel ne précise comment doit être organisée la communication en pareil cas et les ministères du tout nouveau gouvernement Chirac (première cohabitation) sont heureux de trouver en la personne du professeur Pellerin un expert qui veut bien l’improviser, malgré la faiblesse de ses moyens et son manque d’expérience dans le domaine médiatique. C’est à lui principalement que reviendra la tâche d’informer les Français des résultats des mesures de contamination radioactive et du niveau de risque couru, même si Michèle Barzach, ministre chargée de la Santé, signe certains communiqués de synthèse[réf. nécessaire].
Pour compliquer la situation, le panache survient à la veille d’un week-end de quatre jours (le 1er mai tombe un jeudi) qui a vidé les ministères, comme certains organes de presse, et ralenti le transport par la poste des échantillons radioactifs prélevés dans toute la France, alors que Jacques Chirac accompagne le président Mitterrand à Tokyo pour un sommet des chefs d’État occidentaux. Les ministres concernés, mal coordonnés, interviendront peu par la suite, et de façon parfois maladroite[réf. nécessaire].
Mobilisé 24 heures sur 24, le SCPRI, assisté de l’Institut de protection et de sûreté nucléaire (IPSN), une branche semi-autonome du CEA que dirige François Cogné, multiplie les mesures globales sur le territoire (lait, eau, air) et tous les soirs à minuit, à partir du 30 avril, fait état par télex à l’AFP de ses constatations et conclusions. Aucun chiffre n’est communiqué durant la première semaine, mais le ton est rassurant. Se basant sur les recommandations en vigueur de la communauté scientifique internationale, le SCPRI juge tout de suite que la contamination des aliments produits en France sera trop faible pour poser un vrai problème de santé publique et qu’il n’y a pas lieu de prendre de mesures de précaution particulières, sauf sur les produits importés de l’est de l’Europe (une question débattue à Bruxelles par l’ensemble des pays de la Communauté européenne). Ce faisant, il cherche à éviter les paniques constatées dans les autres pays affectés et ses conséquences[réf. nécessaire] (des milliers d’avortements totalement injustifiés sur le plan médical, par exemple).

### Déclarations des autorités
Le gouvernement français estime alors qu’aucune mesure particulière de sécurité n’est nécessaire. Le Service central de protection contre les rayonnements ionisants (SCPRI), placé sous la direction du professeur Pierre Pellerin et sous la tutelle du ministère de la Santé, annonce le 29 avril 1986 par un premier communiqué qu'« aucune élévation significative de la radioactivité n'a été constatée ».
L'analyse dix-sept ans plus tard des relevés faits à l'époque confirme ce diagnostic : « Les mesures d’aérosols atmosphériques effectuées principalement par le SCPRI et le CEA, permettaient la caractérisation des masses d’air contaminé très rapidement en fournissant une bonne indication des niveaux d’activité atteints. Ces mesures […] permettaient d’évaluer dans des délais satisfaisants les doses reçues par la population lors du passage du nuage. Ces doses efficaces qui sont faibles, inférieures à 0,5 μSv pour l’irradiation externe et inférieures à 20 μSv pour l’inhalation (IPSN, 1986 ; Renaud et al., 1999a), ne nécessitaient pas à elles seules de dispositions particulières de protection de la population (mise à l’abri ou distribution d’iode stable). » 
Le SCPRI mentionne dans un communiqué dès le 30 avril une « légère hausse de la radioactivité atmosphérique, non significative pour la santé publique ».
Le 2 mai 1986, le professeur Pellerin diffuse un communiqué selon lequel « les prises préventives d'iode ne sont ni justifiées, ni opportunes » et « il faudrait imaginer des élévations dix mille ou cent mille fois plus importantes pour que commencent à se poser des problèmes significatifs d'hygiène publique ».

### Controverses sur le nuage radioactif
Le 30 avril, la présentatrice Brigitte Simonetta annonce dans un bulletin météorologique d'Antenne 2 que la France devrait être protégée du « nuage » par l’anticyclone des Açores et pourrait le rester pendant les trois jours suivants,.
Une polémique s’ensuit, animée par de nombreuses déclarations visant plus particulièrement Pierre Pellerin, souvent résumée par « le nuage s’est arrêté à la frontière ». Libération affirme que « les pouvoirs publics ont menti en France » et que « Le professeur Pellerin [en] a fait l’aveu », alors que le journal indique clairement le 2 mai 1986, que le professeur annonçait que « l'augmentation de radioactivité enregistrée sur l'ensemble du territoire était sans aucun danger pour la santé ».
Par la suite, le professeur Pellerin porte plainte pour diffamation contre différents médias ou personnalités qui ont affirmé qu'il avait déclaré que « le nuage de Tchernobyl s'est arrêté à la frontière française ». N'ayant jamais prononcé cette phrase, il gagne tous les procès en première instance, en appel et en cassation[source insuffisante]. Seule une condamnation de la justice française pour « diffamation publique envers un fonctionnaire » de Noël Mamère pour des propos tenus en 1999 a été sanctionnée par la Cour européenne des droits de l'homme, celle-ci estimant qu'en 1999 « le SCPRI n’existait plus et, âgé de 76 ans, le fonctionnaire en question n’était plus en activité »,,.

## Controverses sur la contamination

### Niveau négligeable des traces relevées
Pour apprécier le niveau réel de pollution nucléaire relevé en France, il faut garder en tête que pour ce qui est de l'irradiation externe :
- Une contamination au sol de 1 MBq/m2 en césium 137 (un million de becquerels par mètre carré) entraîne un débit de dose de quelques dizaines de mSv par an (1,5 à 4 µSv/h)[17] pour une personne qui y serait exposée en permanence.
- Le seuil de référence édicté par l’Union Européenne en dessous duquel une exposition à des rayonnements est en pratique négligeable du point de vue de la protection contre les rayonnements et n'impose pas de déclaration est de 1 μSv/h[18]. Attention le texte cité précédemment parle de certains appareils, la limite d'exposition du public et des travailleurs non classés dans une entreprise en France est de 1 mSv/an corps entier[19] soit environ 80 μSv/mois, ce qui équivaut à 100 nSv/h si on compte 24h/24 (si l'établissement en question ne fonctionne pas 24h/24, c'est à la Personne Compétente en Radioprotection d'adapter le calcul pour son plan de zonage si elle le souhaite). Cette limite désigne les rayonnements produits par cette entreprise dans une zone non réglementée (ne compte pas les soins médicaux dans un hôpital par exemple), et peut monter jusqu'à 20 mSv/an pour certains travailleurs. Elle ne représente pas non plus l'exposition totale que l'on peut subir, la moyenne française est d'ailleurs de 4,5 mSv/an dont 3 mSv causée par la radioactivité naturelle[20].
- Ce seuil (pour lequel une surveillance de radioprotection devient justifiée) est lui-même très inférieur au débit de dose à partir duquel un effet nocif sur la santé peut être mis en évidence, qui est de cent à mille fois plus élevé. Un débit de dose « non négligeable » n'est donc pas dangereux pour autant[réf. nécessaire].

Les traces de radioactivité relevées en France, qui se chiffrent en dizaine de milliers de Bq/m2, sont donc de l'ordre du centième de ce qui est considéré comme un débit de dose en pratique négligeable. Ces traces relevées, tout en étant détectables, restent à un niveau faible, ne justifiant pas le qualificatif de « contamination ». Il faudrait des contaminations dix à cent mille fois plus importantes pour que commencent à se poser des problèmes significatifs de santé publique.
Le becquerel mesure en effet la désintégration d'un atome unique chaque seconde, une radioactivité mesurable peut être le fait de traces chimiques à peine détectables par ailleurs. À titre de comparaison, la radioactivité naturelle d'un corps humain (due principalement au potassium 40 contenu dans les os) est de l'ordre de 8 000 becquerels pour une surface de peau de l'ordre de 2 m2.

### Dose moyenne reçue par la population
La dose moyenne reçue à la suite du passage du « nuage » de Tchernobyl sur la France a pu être évaluée par certaines sources à une moyenne d'environ 0,01 mSv (millisievert), « correspondant à un séjour de quelques semaines en montagne » (pour l'irradiation externe), et par d'autres de 0,025 mSv à 0,4 mSv, selon la localisation géographique. Cet écart est retenu par exemple par Georges Charpak : « la dose moyenne reçue par les populations françaises estimée pour 1986 est comprise entre moins de 0,025 mSv dans l'Ouest et 0,4 mSv dans l'Est. » Dans tous les cas, ces doses se situent donc dans la gamme des faibles doses d'irradiation.
Douze ans après le passage du nuage, des travaux rétrospectifs géographiquement plus précis ont été mis en œuvre, avec par exemple le Projet CAROL pour la basse vallée du Rhône, qui concluent à une très nette corrélation entre contamination surfacique au sols et pluviométrie au moment du passage du nuage : « Négligeables en Camargue, ces dépôts humides ont dépassé couramment 15 000 Bq•m−2, et 25 000 Bq•m−2 dans les endroits les plus arrosés début mai 1986, comme les environs de Vaison-la-Romaine. Ils sont venus s’ajouter à la rémanence des retombées anciennes des essais atmosphériques d’armes nucléaires, de l’ordre de 1 500 à 2 500 Bq•m−2. ». Cette étude a également montré de très fortes hétérogénéités entre les contaminations mesurées au sein d’une même commune, et pose quelques hypothèses d'explication, évaluant aussi les incertitudes pour ce type de cartographie.

### Controverse sur les estimations initiales
Le réexamen des données collectées montre que les premières communications, faites dans l’urgence, avaient sous-évalué les retombées, parfois d'un facteur dix : « Cette relation pluie-dépôt a permis d’aboutir à une carte des dépôts théoriques de césium 137 et d'iode 131 en 1986. Cette carte fait apparaître des dépôts supérieurs, voire très supérieurs aux estimations faites à l’époque, notamment sur toutes les zones de l’Est de la France ayant reçu des précipitations supérieures à 20 mm. Si l’on excepte le premier bilan établi le 7 mai par le SCPRI, mentionnant des dépôts extrêmement faibles et inférieurs à 1 000 Bq/m2, la première carte publiée par cet organisme dans son bulletin mensuel de juin 1986 (sorti quelques semaines plus tard) faisait état de dépôts moyens régionaux de césium 137 allant de 1 000 à 5 400 Bq/m2 dans l’Est de la France (SCPRI, 1986) alors qu’ils ont pu atteindre jusqu’à 40 000 Bq/m2. »
Le 24 février 2002, la CRIIRAD publie un atlas qui, selon elle, révélerait de façon détaillée la contamination du territoire français par le nuage de Tchernobyl,. Par extrapolation des mesures relevées entre 1988 et 1992, les villes de Ghisonaccia, Clairvaux-les-Lacs ou Strasbourg y sont présentées comme ayant eu en mai 1986 des activités surfaciques de césium 137 supérieures à 30 000 becquerels/m2. Les ordres de grandeurs sont très similaires à ceux publiés par l'IRSN en 2005 dans sa reconstitution des retombées de Tchernobyl. En 1992, les mesures dans certaines villes mettaient en évidence un taux supérieur à 3 000 Bq/m2.
Le 25 février 2002, la controverse, qui dure depuis des années, conduit le gouvernement Jospin (lettre de mission de Bernard Kouchner et Yves Cochet) à demander au professeur André Aurengo de présider un groupe de travail chargé de « réaliser la cartographie de la contamination du territoire (…) afin de reconstituer les doses et les risques correspondants pour la population française ». Le délai fixé par le gouvernement est de six mois, mais les associations antinucléaires refusent de participer au groupe de travail et, pour constituer ce dernier, André Aurengo doit faire appel à des experts étrangers. 
Le 24 avril 2003, l’IRSN publie une nouvelle carte de la contamination de la France par le nuage de Tchernobyl, où les valeurs atteignent 40 000 becquerels/m2. Le professeur Aurengo se déclare « consterné que de tels résultats, méthodologiquement aussi contestables et très probablement faux, aient pu être diffusés sans aucune validation scientifique ».
Les désaccords d'ordre scientifique se poursuivent entre l’Institut de radioprotection et de sûreté nucléaire et le président du groupe de travail quant aux modèles physiques utilisés (proportionnalité discutable entre précipitations pluviales et contamination alimentaire, validité des mesures du césium pour évaluer la contamination en iode). Faute d’accord, le Conseil scientifique de l’IRSN fait appel à une commission ad hoc constituée d’experts étrangers du domaine du nucléaire. Leur avis, rendu le 27 mars 2006, rend hommage au travail effectué par l’IRSN, mais conclut à l’impossibilité de reconstituer fidèlement le passé et juge inapproprié d’estimer les doses à la thyroïde sur la base d’estimation de dépôts de césium corrélés avec des données météorologiques lorsque les pluies sont importantes. Faute d’un accord entre l’IRSN et le professeur Aurengo, ce dernier remet au gouvernement un rapport personnel, le 18 avril 2006. Il ne sera pas rendu public.
Les retombées en France ont fait l’objet d’un rapport de l'IRSN.

### Poursuites judiciaires
Dans l'instruction d'une plainte déposée en France en 2001 pour « empoisonnement et administration de substances nuisibles » par la CRIIRAD, l'AFMT et des personnes ayant contracté un cancer de la thyroïde, un rapport rédigé par Georges Charpak, Richard L. Garwin et Venance Journé, affirme que le SCPRI a fourni des cartes « inexactes dans plusieurs domaines » et « n'a pas restitué toutes les informations qui étaient à sa disposition aux autorités décisionnaires ou au public ». Ce rapport reproche au SCPRI une communication fausse, mais pas d'avoir mis en danger la population.
Ouverte en 2001, l'instruction judiciaire est menée par la juge Marie-Odile Bertella-Geffroy. Devant la difficulté d'établir un lien de causalité entre les dissimulations des pouvoirs publics et les maladies de la thyroïde, la juge Bertella-Geffroy requalifie pénalement la plainte d'« empoisonnement » en celle plus large de « tromperie aggravée ». Le 31 mai 2006, Pierre Pellerin est mis en examen pour « infraction au code de la consommation », « tromperie aggravée » et placé sous statut de témoin assisté concernant les délits de « blessures involontaires et atteintes involontaires à l'intégrité de la personne ». Pierre Pellerin aurait désiré être mis en examen, car il « était dans l’ignorance de la teneur exacte des griefs formulés à son encontre ».
Le procès se termine par un non-lieu le 7 septembre 2011. Le 20 novembre 2012, il est reconnu innocent des accusations de « tromperie et tromperie aggravée » par la Cour de cassation de Paris, qui explique notamment qu'il était « en l'état des connaissances scientifiques actuelles, impossible d'établir un lien de causalité certain entre les pathologies constatées et les retombées du panache radioactif de Tchernobyl ».

## Controverses sur les conséquences sanitaires en France

### Cancers de la thyroïde
Dans la zone de Tchernobyl, beaucoup plus exposée que les régions françaises, il n'y a pas eu d'augmentation des cancers provoqués par la catastrophe chez les adultes, mais il y a eu une augmentation du nombre d'enfants atteints, estimée à 5 000 cas,.
En France, l'Institut de veille sanitaire exclut une augmentation des cancers de la thyroïde à la suite des retombées de Tchernobyl. Toutefois, une thèse de médecine publiée quelques mois après ce rapport, en 2011, établit un lien entre la catastrophe et l'augmentation des cancers diagnostiqués : celle de la doctoresse Sophie Fauconnier, fille du docteur Denis Fauconnier. Ce dernier, interrogé dans une émission diffusée sur France Culture en janvier 2015, explique que « c'est la politique qui contrôle les données scientifiques ».

#### Effet des faibles doses de radiations
Les conséquences sanitaires des faibles doses de radiations sont controversées, et deux hypothèses principales existent :
- selon les méthodes communément acceptées au niveau international, notamment par l'Organisation mondiale de la santé (OMS)[37], le risque de cancer varie linéairement avec la dose, sans qu'il existe de seuil de disparition du risque ; c'est cette dernière que reprennent notamment un rapport de l'Académie des sciences de 1995[38], et un rapport de l'académie de science américaine. Si l'on retient cette hypothèse, la catastrophe de Tchernobyl a entraîné un surcroît de décès par cancers en France ;
- selon des résultats de recherche préliminaires qui sont considérés avec intérêt par la communauté scientifique mais qui ne font pas consensus[37], les faibles doses de radiations n'auraient pas de conséquences néfastes en matière de cancer, et le risque pourrait même diminuer dans certains cas (phénomène d'hormèse) ; c'est cette thèse que défend le professeur André Aurengo[39], ainsi que l'Académie nationale de médecine[40]. Si l'on retient cette hypothèse, la catastrophe de Tchernobyl n'a pas provoqué d'augmentation du nombre de cancers en France.

En France, l'Académie des sciences et l'Académie de médecine adoptèrent en 2005 les conclusions du groupe de travail du professeur Aurengo.

#### Nombre de cancers supplémentaires
Georges Charpak a évalué le surcroît de cancers à 100 décès sur un an, et environ 300 sur 30 ans, en partant de l'hypothèse d'une dose moyenne de 0,05 mSv une année après Tchernobyl, soit environ 10 000. Il juge que « la grande majorité des cancers ne sont pas causés par l'accident, y compris dans les zones les plus affectées, à la notable exception du cancer de la thyroïde de l'ensemble des cancers mortels sur la même période ».
Le nombre de cancers de la thyroïde a augmenté en France régulièrement d'environ 7 % en moyenne par an depuis 1975 (soit un quadruplement en 19 ans), sans inflexion particulière en 1986. Selon la société française d'énergie nucléaire cette augmentation est due à l'amélioration du dépistage ; ces cancers représentent sensiblement 1 % du total des cancers qui apparaissent en France et la mortalité correspondante a tendance à diminuer. Dans la zone de Tchernobyl elle-même, il a été constaté une augmentation du nombre de cancers de la thyroïde des adultes dans les mêmes proportions, donc il n'y a pas eu de surmortalité détectable des adultes. Dans les régions françaises du Calvados, on assiste au même quadruplement de ce nombre de cancers ; en région Champagne-Ardenne, il y a eu seulement un doublement de ce nombre révélé par une étude équivalente, alors que cette région a reçu plus de retombées que l'Ouest de la France.
Les cancers de la thyroïde sont très majoritairement féminins et l'évolution de leur nombre suit l'évolution du nombre de cancers du sein. A priori deux phénomènes concomitants sont à prendre en compte :
1. l'augmentation du nombre de cancers détectés par l'accroissement de la sensibilité des appareils à ultrasons : le seuil de détection des nodules est passé d'un diamètre de 10 mm à 2 mm.
2. évolution dans les comportements féminins de prise d'hormones de substitutions pré- à post-ménopause.

L'iode radioactif est très couramment utilisé comme radiopharmaceutique en scintigraphie ou en traitement d'hyperthyroïdies. Le service de médecine nucléaire d'un hôpital consomme environ un curie d'iode 131 par an. Ces examens ne sont pas pratiqués sur les enfants de moins de quinze ans, qui seraient plus susceptibles de développer ce type de cancer[réf. nécessaire]. Il a été constaté une augmentation du taux de cancers secondaires de la thyroïde sur des personnes soumises à une radiothérapie de la thyroïde utilisant une forte dose d'iode 131[réf. nécessaire].
Selon l'étude de l'INVS parue en 2006, les résultats ne vont pas globalement dans le sens d’un éventuel effet de l’accident de Tchernobyl sur les cancers de la thyroïde en France. Toutefois, l'incidence observée des cancers de la thyroïde en Corse est élevée chez l'homme,.
L'IRSN se refuse à fournir les estimations des quantités d'iode 131 qui se sont déposées dans l'environnement français à la suite de l'accident de Tchernobyl. Ces données, réclamées depuis 2009 par le directeur de recherche de l'INSERM de Villejuif, Florent de Valthaire, sont destinées à conduire une étude sur les cancers de la thyroïde .

#### Actions en justice des malades de la thyroïde
Depuis mars 2001, 400 poursuites ont été engagées en France contre "X" par l'Association française des malades de la thyroïde, dont 200 en avril 2006. Ces personnes sont affectées par des cancers de la thyroïde ou goitres, et ont accusé le gouvernement français, à cette époque dirigé par le premier ministre Jacques Chirac, de ne pas avoir informé correctement la population des risques liés aux retombées radioactives de la catastrophe de Tchernobyl. L'accusation met en relation les mesures de protection de la santé publique dans les pays voisins (avertissement contre la consommation de légumes verts ou de lait par les enfants et les femmes enceintes) avec la contamination relativement importante subie par l'Est de la France et la Corse. Plusieurs études européennes (dont l'étude de 2006 de l'IRSN) ont étudié une possible corrélation entre la catastrophe de Tchernobyl et l'augmentation du nombre de cancers de la thyroïde en Europe sans pouvoir établir un lien de cause à effet. Les causes de mortalité n'étant plus les mêmes, la proportion de mort par cancer augmente, cela est antérieur à la catastrophe et s'observe également dans les zones non contaminées.De nouvelles plaintes sont néanmoins déposées par des malades et il reste à la justice à se prononcer sur ce phénomène.
Dans une lettre publiée à leur frais dans Libération le 19 novembre 2005, 52 médecins spécialistes, dont Maurice Tubiana et Léon Schwartzenberg, montrent que « ces malades français sont les otages d’un lobby anti-nucléaire et juridicomédical » : alors que seuls des enfants ont été atteints en Ukraine, la plupart des plaignants français étaient adultes en 1986. Les signataires soulignaient que :
- l’incidence des cancers de la thyroïde est multipliée par 3 depuis 1975 mais sans accélération après 1986 ;
- le nuage a bien traversé l’Est de la France, le Midi et la Corse et les autorités l’ont annoncé dès le 1er mai 1986 ;
- le vent avait dispersé les particules radioactives et elles avaient décru pendant les 2 000 km du trajet d’un facteur de 50 000 ;
- la quantité de radioactivité respirée par la population et déposée sur les sols était inférieure au seuil d’alerte de l’époque.

Selon la société française d'énergie nucléaire « Les registres des cancers ont révélé une augmentation préférentielle de cas à l’Ouest de la France, région la moins exposée aux retombées du nuage radioactif. » « L’augmentation mondiale des découvertes de cancers de la thyroïde résulte surtout des progrès de la médecine et du dépistage. » « C’est un besoin naturel des individus de trouver une explication simple et de bon sens, idéalement extérieure, aux maux qui les accablent. En matière de maladie thyroïdienne, Tchernobyl fournit le parfait alibi. »

### Risques liés à l'alimentation
Les recommandations de l'Organisation mondiale de la santé (OMS) sur le lait préconisent une activité annuelle inférieure à 100 000 becquerels d'iode radioactif, soit une activité moyenne inférieure à 600 becquerels par litre de lait.
Le 7 mai 1986, un courrier de l'OMS indique que « des restrictions quant à la consommation immédiate [du] lait peuvent donc demeurer justifiées. » Une note du 16 mai émanant du ministère de l'Intérieur, à l'époque dirigé par Charles Pasqua déclare « Nous avons des chiffres qui ne peuvent pas être diffusés. (…) Accord entre SCPRI et IPSN pour ne pas sortir de chiffres. »
Le 16 mai, une réunion de crise se tient au ministère de l'Intérieur : du lait de brebis en Corse présente une contamination par l'iode 131 anormalement élevée, d'une activité de plus de 10 000 becquerels par litre ; les relevés du SCPRI de 1986 relèvent 6 000 becquerels par litre de lait en certains endroits du territoire, notamment en Corse et dans l'Est de la France. Dans la mesure où la catastrophe qui produisait la pollution à l'iode radioactif était un événement ponctuel, et que l'iode 131 a une demi-vie courte (l'activité au bout de deux mois est difficilement détectable), il a été jugé que le bilan de l'activité radioactive sur une année ne serait pas affecté sensiblement, et les autorités n'ont pas pris de mesure particulières.
Selon la société française d'énergie nucléaire des études montrent que pour le cas extrême d'un chasseur consommant 40 kg de sangliers « contaminés » par an, « sa dose efficace engagée serait alors voisine de 1 millisievert pour l’année 1997, c’est-à-dire nettement inférieure à la dose résultant de la seule radioactivité naturelle et de l’ordre de la limite de dose réglementaire établie pour le public (1 mSv/an) – elle-même bien en deçà des niveaux présentant un risque avéré. »

## Controverses sur la position des autorités
Dès l'époque de la catastrophe de Tchernobyl, des écologistes et des scientifiques ont dénoncé le contraste entre les déclarations des autorités françaises et les mesures d'urgences prises dans les autres pays voisins — en Allemagne par exemple, où la consommation des produits frais a été interdite.
Le livre Contaminations radioactives : atlas France et Europe (éditions Yves Michel, 2002), publié par la CRIIRAD, affirme mettre en évidence les « carences et les mensonges des services officiels français ».
Selon un article de Fabrice Nodé-Langlois dans Le Figaro du 13 mai 2005, citant un reportage d'Envoyé spécial, il serait aujourd'hui « bien établi que le SCPRI a menti par omission, et n'a pas rendu publiques toutes les mesures de radioactivité dont il disposait ».
En mars 2005, deux « experts indépendants », Paul Genty et Gilbert Mouthon, ont remis un rapport à la juge d'instruction Marie-Odile Bertella-Geffroy. Ce rapport s'inscrit dans l'instruction judiciaire entamée en mars 2001 par le dépôt de plainte contre X pour « défaut de protection des populations contre les retombées radioactives de l'accident » par l'Association française des malades de la thyroïde et la CRIIRAD. Ils affirment qu'ils ont constaté que sur la base de documents saisis lors de perquisitions dans des ministères et organismes impliqués dans la prévention du risque nucléaire, les mesures de radioactivité effectuées à l'époque par les autorités françaises, EDF, la Cogema ou la gendarmerie étaient beaucoup plus élevées que celles communiquées à la presse et à l'opinion publique.
Sur la base du rapport Genty-Mouthon, la CRIIRAD a demandé la mise en examen du professeur Pierre Pellerin pour « mise en danger délibérée et  diffusion de fausses nouvelles de nature à tromper les concitoyens sur les conséquences de la catastrophe de Tchernobyl », et l'audition de Pierre Galle, Raymond Paulin et Jean Coursaget sur « les éléments erronés » contenus dans leur Mise au point historique sur Tchernobyl (article publié par l'Académie des sciences). Cet article concluait qu'« en France, les retombées ont été très inférieures à celles qui auraient pu justifier des contre-mesures (sanitaires) préventives ». Le secrétaire perpétuel de l'Académie a rappelé que cet article n'exprime pas la position officielle de l'Académie mais n'est qu'un élément du débat.
Le professeur Pellerin est par la suite innocenté des accusations proférées à son encontre par une décision de la Cour de cassation en date du 20 novembre 2012. Cette dernière juge que « en l'état des connaissances scientifiques actuelles, impossible d'établir un lien de causalité certain entre les pathologies constatées et les retombées du panache radioactif de Tchernobyl ».
Nicolas Sarkozy, ultérieurement Président de la République française de 2007 à 2012, a été chargé de mission de 1987 à mai 1988 pour la lutte contre les risques chimiques et radiologiques au sein du ministère de l'Intérieur, une fonction qui donne lieu à polémiques, en 2007, en raison de sa possible implication dans la gestion des conséquences de la catastrophe de Tchernobyl.

## Le cas particulier de la Corse
Le cas de la Corse justifie une étude plus attentive.
En raison de fortes pluies concomitantes au passage du « nuage de Tchernobyl » au-dessus de l'est de la Corse, une partie de cette région semble avoir été la plus touchée de France par les retombées aériennes du nuage. D'autre part, les populations vivant en zone de montagne auraient une alimentation déficitaire en iode, ce qui est un facteur de risque supplémentaire pour la thyroïde.
Deux mesures d'activité du sol pour le 137Cs ont été faites par les autorités en 1986 dans les zones les plus touchées par les pluies. La première a été faite sur un échantillon de sol de la région d'Aléria montrait des dépôts de 14 500 Bq/m2, l'autre de 19 250 Bq/m2 sur une terrasse alluviale de la vallée du Tavignano, au lieu-dit de « Tobia » près de Corte. De son côté, la CRIIRAD a mesuré 31 400 Bq/m2 sur un sol de Ghisonaccia. Comme il y a eu des orages importants ces jours-là, des précipitations intenses ont aussi pu avoir lieu sur des zones non équipées de pluviomètres. 
En 2002, sur la base de mesures de radioactivité de plus d'une centaine d'échantillons, l'IRSN publie un tableau de mesure pour différents sites en Corse, montrant que l'activité surfacique totale était localement importante, atteignant par exemple 89 500 Bq/m2 au col de Larone.
Des indices laissaient penser que pour des personnes qui ont vécu ou vivent encore dans les zones de Corse touchées par les pluies du « nuage de Tchernobyl », existait une augmentation du nombre de plusieurs pathologies de la thyroïde, cancer notamment. Mais le lien avec l’accident de Tchernobyl a été contesté,.
Personne ne nie que dans le monde le nombre de pathologies de la thyroïde a effectivement augmenté (doublement en Europe) et il y a bien une augmentation significative du risque de cancer de la thyroïde signalée et scientifiquement reconnue dans plusieurs pays,,. Cependant, cette augmentation d'une part a commencé avant l'accident de Tchernobyl, et d'autre part n'est pas centrée sur les zones où il a plu lors du passage du nuage ; une grande partie du monde non concernée par les pluies lors du passage du nuage est également touchée par l'augmentation des thyroïdites.
Néanmoins, quelques anomalies étaient observées dans le cas de la Corse pouvant être attribuées au passage du nuage,.
Deux médecins-experts avaient été nommés par la Justice à la suite des inquiétudes de la « Commission sur les retombées de Tchernobyl en Corse », mais sans avoir pu produire des résultats statistiquement significatifs.
Pour sortir du doute, les membres de l'assemblée de Corse ont décidé de « faire réaliser par une structure indépendante (…) une enquête épidémiologique sur les retombées en Corse de la catastrophe de Tchernobyl ».
Cette nouvelle étude a été conduite par une équipe d'épidémiologistes et statisticiens de l'unité médicale universitaire de Gênes. Elle est basée sur l’analyse d’environ 14 000 dossiers médicaux.
Les auteurs concluent en 2013 à un risque effectivement plus élevé chez les hommes des pathologies thyroïdiennes dues à l'exposition au nuage. L'augmentation chez eux des cancers de la thyroïde due au facteur Tchernobyl serait de 28,29 %, celle des thyroïdites de +78,28 %, et celle de l'hyperthyroïdisme de 103,21 %. Concernant les femmes, la faiblesse des échantillons statistiques ne permet pas de conclure pour les pathologies hors thyroïdites ; pour ces dernières, l'augmentation due à Tchernobyl est chiffrée à 55,33 %. Concernant les enfants corses exposés au nuage, l'étude conclut à une augmentation des thyroïdites et adénomes bénins, et à une augmentation statistiquement non significative des leucémies aiguës et des cas d’hypothyroïdisme.
Cette étude, non publiée dans une revue à comité de lecture, a fait l'objet de critiques de la part d'une association, qui met en avant des faiblesses méthodologiques (erreur dans un calcul, absence de mention de l'intervalle de confiance sur certaines données) mais aussi de l'IRSN qui met en avant de nombreux bias méthodologique et indique que l'étude ne permet de tirer aucune conclusion.
Alors que les responsables de l'étude mettent en avant la méthodologie utilisée pour éliminer les facteurs de confusion possibles, dont l'augmentation générale des cas de cancers de la thyroïde, la ministre de la Santé, Marisol Touraine rappelle ce facteur de confusion possible, et rejette ces résultats car « l'étude italienne ne permet pas aujourd'hui selon ses données méthodologiques d'établir un lien de cause à effet plus direct entre le nuage de Tchernobyl et le développement de ces cancers ». L'IRSN juge dans un avis que « les interprétations des auteurs en termes de “risques attribuables au nuage de Tchernobyl” vont bien au-delà de ce que devraient permettre les analyses réalisées ».
La commission nommée par la collectivité territoriale de Corse, qui a commandé cette étude, et sa présidente Josette Risterucci estiment que l’augmentation du risque est maintenant incontestable. À l'occasion du rendu de l'étude, elle a déploré « le manque de réactivité des autorités compétentes » lors du passage du nuage, de même que – selon elle – les carences des enquêtes effectuées par les organismes officiels qui ont abouti à « une situation délétère de confusion et polémiques ». Elle souhaite une « reconnaissance officielle du préjudice ». Dans un reportage diffusé sur France Culture en octobre 2013, un médecin corse admet s'être tu pendant 27 ans sur l'augmentation des pathologies de la thyroïde pour "protéger sa carrière".